# Андрухов, Виктор Павлович
Виктор Павлович Андрухов — специалист в области радиолокации, лауреат Государственной премии СССР (1989).
Родился 18.11.1942 на территории Украины.
Окончил Житомирское радиотехническое Краснознамённое училище ПВО (1963, проходил службу на Дальнем Востоке), Минское ВИРТУ ПВО (1967—1972) и его адъюнктуру (1975).
Работал в том же вузе, переименованном в МВИЗРУ (Минское высшее инженерное зенитное ракетное училище ПВО) младшим и старшим научным сотрудником научно-исследовательской лаборатории № 2.
В 1979 г. защитил кандидатскую диссертацию. Полковник. В 1983 г. утверждён в учёном звании старшего научного сотрудника.
В последующем — генеральный директор ЗАО «Трикадед» (Минск). Последнее место работы — главный технолог проекта в ФТИ НАНБ в Минске.
Лауреат Государственной премии СССР 1989 г. (в составе коллектива) — за разработку и внедрение в Вооружённые силы новых методов акустического и автоматического распознавания радиолокационных целей. Награждён девятью медалями и нагрудными знаками «Изобретатель СССР» и «Войска ПВО страны».